# Koszovói Vasutak
Koszovó államvasútja a Trainkos (albánul Operimet me Trena të Hekurudhave të Kosovës sh.a. Központja Pristina. Koszovónak összesen 333 km normál nyomtávú vasútja van, ám ennek mindössze egyharmada áll a nemzeti vasúttársaság kezelése alatt. A vasúti közlekedés nagyon fejletlen.

## Vasúti kapcsolata más országokkal
- Észak-Macedónia - van, azonos nyomtáv
- Szerbia - van, azonos nyomtáv - nincs közvetlen, aktív összeköttetés
- Albánia - nincs, azonos nyomtáv

## Vasúti közlekedés

### Koszovói Vasutak
Az ország viszonylag nagy részét fedi le vasútvonal, ám gazdasági és politikai okok miatt ennek csak kisebb részét használja a Koszovói Vasutak. A fővonal az egykori Kraljevo-Szkopje vonal, ezen található a két működő vasúti határátkelő közül az egyik, és az egyetlen, ami a Trainkos kezelése alatt áll, Macedónia felé. A vonalon a macedón határtól Kosovo Poljéig bonyolítja a forgalmat a nemzeti vasúttársaság, ám az egykori Kosovo Polje-Prokuplje vasútvonalon fekvő Pristina főpályaudvarig bejárnak menetrend szerint a vonatok, így ez a gyakorlatban a fővonal meghosszabbított részének tekinthető.
A Trainkos ezenkívül még kiszolgálja a Kosovo Polje-Peć vasútvonalat is menetrend szerint.
2015-ben a Trainkos háromféle személyszállító vonattípust közlekedtet: Helyi vonat (~személyvonat), A Mozgás Szabadsága vonat (~gyorsvonat) és InterCity.
Pristina és Peć között napi két pár személyvonat közlekedik. Bár a távolság körülbelül azonos egy Budapest-Tatabánya úttal, a rossz pályaviszonyok miatt két óráig is eltarthat egy út.
Pristina és Elez Han (macedón határ) között egy pár személyvonat és két pár gyorsvonat közlekedik, Szkopjéba pedig az egyetlen pár InterCity (IC 891/892). A gyorsvonat számára a határig másfél óra az út.

### Szerb Vasutak
A Szerb Vasutak ugyan 2008 februárjában, a függetlenség kikiáltása után felhagyta koszovói vasútvonalait, ám Észak-Koszovó szerb szeparatista mozgalmai, és az ezt kísérő politikai helyzet miatt három hétre rá ismét felvette a forgalmat a Kraljevo-Szkopje vonalon, kezdetben Kraljevo és Zvečan között, majd később Kosovska Mitrovica-Sever vasútállomásig. Habár a vonat átlépi a de jure szerb-koszovói határt, sem határellenőrzés, sem vámolás nem történik rajta.
A 2015-ös állapotok szerint a Železnice Srbije napi két vonatpárt közlekedtet Kraljevo és Kosovska Mitrovica között. A nagy távolság és a megviselt pálya miatt szűk három és fél óra egy út.

### Üzemen kívüli vonalak
A koszovói vasúthálózat jelentős része üzemen kívül van, amelynek két alapvető oka van: gazdasági(infrastruktúrális) vagy politikai.
A Kosovo Polje-Kosovska Mitrovica szakasz tisztán az utóbbi kategóriába tartozik: bár a pálya állapota közlekedésre alkalmas a mai napig, a Szerbiával való elmérgesedett politikai helyzet és a fenntartási jogban való tisztázatlan helyzet a Szerb Vasutakkal kényszerszünetet eredményezett.
A Kosovo Polje-Prokuplje vonal Pristina után nem csak politikai akadályba ütközik a szerb határon, de igen elhanyagolt állapotban is van. Helyreállítása Podujevóig tervezve van, ám a Trainkosnak a jelenlegi pálya és géppark fenntartására is alig van fedezete, így ez csak a hosszútávú jövő részét képezheti.
A Kosovo Polje-Peć vonalnak van egy fontos kiágazása: Klinánál ugyanis Prizren, az ország második legnagyobb városa felé veszi az irányt. Jelenleg azonban ez a vonal is a Pristina-Podujevo szakasz problémáival néz szembe: a pálya közlekedésre nem alkalmas, felújítására pedig csak akarat van, pénz nincs.
Van még két kisebb mellékvonal Kosovo Polje környékén használaton kívül: a Velki Belaćevac-Magura és a Gornje Dobrevo-Gračanica vonalak, mindkettő 5-10 kilométer hosszú. Előbbi semmilyen jelentős települést nem érint, valamint a vágányhálózatba sem Kosovo Polje irányába kapcsolódik, míg utóbbi a gračanicai szerbek ellentmondásos helyzete miatt nincs terítéken.

### Teherszállítás
A koszovói vasúton nem jelentős a teherszállítás. Belföldön szenet és rézércet szállítanak, míg néha Macedóniából mezőgazdasági szállítmányok érkeznek.

## Térkép

Koszovó vasút (interaktív térkép)

## Járműállomány

### Mozdonyok
A Trainkos járműállományába 4 darab EMD G16-os sorozatú mozdony tartozik (három előzőleg a Jugoszláv Vasutaknál, egy a Horvát Vasutaknál szolgált), melyek a teherszállításban vesznek részt. Szintén négy darab van a Nohab által gyártott Di 3 sorozatjelű mozdonyokból, melyek szinte teljesen megegyeznek a magyarországi társaikkal, ezek Dániából érkeztek, és a személyszállítást bonyolítják (gyorsvonatok, InterCity). Van még egy EMD GT22HW-2 (ex. Horvát Vasutak, személyszállítás), egy Vossloh G1700 BB és egy JT38CW-DC az állományban (utóbbi kettő újonnan beszerezve, teherszállítás).

### Motorvonatok
A személyvonatok többségét motorvonatokkal szolgálják ki. Három motorvonat Olaszországból érkezett, az ALn 668-as sorozatból, míg négy Svédországból, az Y1-es sorozatból. Mindennapos használatban leginkább csak utóbbiak vannak, előbbiek tartalékként szolgálnak.

### Személykocsik
A személykocsiállomány igen heterogén: egykori jugoszláv kocsik keverednek Európából leselejtezettekkel és ideszállítottakkal. Ám használható állapotban (és ennél fogva forgalomban) csak az egykori svéd kocsik vannak. Az InterCityk macedón kocsikkal közlekednek.